# Hash House Harriers
Hash House Harriers er internationale, excentriske løbeklubber, hvor løb og våde varer kombineres i en højere enhed. Medlemmerne kaldet Hashers får med tiden tildelt et øgenavn.
Klubberne har ikke noget med rusmidlet hash at gøre.
Den første klub for Hash House Harriers blev grundlagt i Kuala Lumpur, Malaysia, i 1938 af Albert Stephen Ignatius Gispert "G", Cecil Lee, Frederick "Horse" Thomson og Ronald "Torch" Bennett.
I Danmark findes der (2018) flere Harriers-klubber, blandt andet i Helsingør, København, Odense-Nyborg og Århus.